# Cryptochetum jorgepastori
Cryptochetum jorgepastori är en tvåvingeart som först beskrevs av Cadahia 1984.  Cryptochetum jorgepastori ingår i släktet Cryptochetum och familjen Cryptochetidae.
Artens utbredningsområde är Spanien. Inga underarter finns listade i Catalogue of Life.